# Государственная республиканская молодёжная премия имени Шайхзады Бабича
Государственная республиканская молодёжная премия имени Шайхзады Бабича в области литературы, искусства и архитектуры (баш. Әҙәбиәт, сәнғәт һәм архитектура өлкәһендә Шәйехзада Бабич исемендәге Дәүләт республика йәштәр премияһы) — премия Республики Башкортостан за особые культурные заслуги, названная в честь башкирского национального поэта Шайхзады Бабича.

## Описание
В 1995 году Правительством Республики Башкортостан была учреждена Государственная молодёжная премия имени Шайхзады Бабича в области литературы, искусства и архитектуры. Премия была названа в честь известного поэта Шайехзады Бабича и в ознаменовании 100-летнего юбилея со дня его рождения.
Основной целью награждения премией является поощрение молодых писателей, художников, артистов, музыкантов, архитекторов и режиссёров, внёсших значительный вклад в развитие Республики Башкортостан. Существует ограничения возраста лауреатов — возраст соискателей должен быть не менее 16 и не более 35 лет.
С 1995 по 2010 годы премия была ежегодной, а с 2011 года - один раз в два года.
Согласно «Положению о государственных республиканских молодёжных премий в области литературы и искусства имени Шайхзады Бабича», премии имени Ш. Бабича могут быть присуждены:

а) в области художественной литературы — за произведения литературы всех видов и жанров (проза, поэзия, драматургия, публицистика, детская литература, литературоведение и критика, художественный перевод);
б) в области изобразительного искусства — за произведения живописи, скульптуры, графики, декоративно-прикладного искусства;
в) в области театрального, музыкального, эстрадного, циркового искусства и хореографии — за работы молодых композиторов, режиссёров, дирижёров, балетмейстеров, хормейстеров, артистов и художников, сценографов в музыкально-драматических постановках, оригинальных композициях, в постановках для детей, эстрадных и цирковых представлениях, массовых зрелищах, а также за исследовательские работы в области театрального, музыкального, эстрадного, циркового искусства и хореографии;
г) в области кинематографии — за работы сценаристов, режиссёров, художников, операторов, артистов в художественных, документальных, анимационных фильмах, а также за исследовательские работы в области киноведения;
д) в области архитектуры — за наиболее талантливые, отличающиеся новизной и оригинальностью произведения архитектуры, получившие общественное признание и являющиеся значительным вкладом в развитие культуры Республики Башкортостан.— О государственных республиканских молодёжных премиях им. Шайхзады Бабича в области литературы, искусства и архитектуры